# Mini Moni Hina Matsuri! / Mini Strawberry Pie
Singles par Mini Moni
Mini Hams no Ai no Uta
(2002) Ai~n Taisō / Ai~n! Dance no Uta
(2002)
 Mini Moni Hina Matsuri! / Mini Strawberry Pie  (ミニモニ。ひなまつり! / ミニ。ストロベリ〜パイ, ou  Minimoni Hinamatsuri!... ) est le 4e single du groupe de J-pop Mini Moni (le 3e attribué au groupe sous ce seul nom), sorti en 2002.

## Présentation
Le single sort le 30 janvier 2002 au Japon sous le label Zetima, deux mois seulement après le précédent single du groupe, Mini Hams no Ai no Uta, attribué en fait à Mini Hams. Il est écrit et produit par Tsunku. Il atteint la 2e place du classement de l'Oricon. Il se vend à 144 810 exemplaires la première semaine, et reste classé pendant neuf semaines, pour un total de 265 590 exemplaires vendus durant cette période. Il sortira aussi au format "Single V" (VHS et DVD) un mois plus tard, le 6 mars 2002, contenant les clips vidéo des deux chansons.
C'est un single "double face A", contenant deux chansons et leurs versions instrumentales.
Les deux chansons figureront sur le premier album du groupe, Mini Moni Song Daihyakka Ikkan qui sortira cinq mois plus tard. La première chanson, Mini Moni Hina Matsuri!, en référence à la « fête des poupées » japonaise Hina matsuri, sera également remixée sur l'album de remix Club Hello! Trance Remix qui sortira dans l'année ; les membres du groupe portent pour la promotion de cette chanson des costumes inspirés des robes des poupées traditionnelles exposées lors de cette fête. La deuxième chanson, Mini Strawberry Pie, sera utilisée comme thème musical pour l'émission télévisée Oha Suta.
Membres du groupe
Mari Yaguchi ; Nozomi Tsuji ; Ai Kago ; Mika Todd

## Liste des titres
Toutes les chansons sont écrites et composées par Tsunku.
| 1. | Mini Moni Hina Matsuri! (ミニモニ。ひなまつり!)                      | Takao Konishi | 3:42 |
| 2. | Mini Strawberry Pie (ミニ。ストロベリ〜パイ)                         | Mikio Sakai   | 3:13 |
| 3. | Mini Moni Hina Matsuri! (Original Karaoke) (...オリジナル・カラオケ) | Takao Konishi | 3:42 |
| 4. | Mini Strawberry Pie (Original Karaoke) (...オリジナル・カラオケ)     | Mikio Sakai   | 3:10 |

| 1. | Mini Moni Hina Matsuri! (ミニモニ。ひなまつり!) (clip vidéo)                                   |  |
| 2. | Mini Strawberry Pie (ミニ。ストロベリ〜パイ) (clip vidéo)                                      |  |
| 3. | Mini Moni Hina Matsuri! (Minna de Odorimashou! Version) (...みんなで踊りましょう!ヴァージョン) |  |